# Armel Disney
Armel Disney Mamouna-Ossila (Brazzaville, 7 gennaio 1980) è un ex calciatore congolese (Repubblica del Congo), di ruolo attaccante.

## Carriera

### Club
Ha giocato nella massima serie rumena.

### Nazionale
Tra il 2001 e il 2008 ha giocato 20 partite con la nazionale congolese, realizzandovi anche quattro reti.

## Statistiche

### Cronologia presenze e reti in nazionale
| Cronologia completa delle presenze e delle reti in nazionale ― Rep. del Congo | Cronologia completa delle presenze e delle reti in nazionale ― Rep. del Congo | Cronologia completa delle presenze e delle reti in nazionale ― Rep. del Congo | Cronologia completa delle presenze e delle reti in nazionale ― Rep. del Congo | Cronologia completa delle presenze e delle reti in nazionale ― Rep. del Congo | Cronologia completa delle presenze e delle reti in nazionale ― Rep. del Congo | Cronologia completa delle presenze e delle reti in nazionale ― Rep. del Congo | Cronologia completa delle presenze e delle reti in nazionale ― Rep. del Congo |
| Data                                                                          | Città                                                                         | In casa                                                                       | Risultato                                                                     | Ospiti                                                                        | Competizione                                                                  | Reti                                                                          | Note                                                                          |
| ----------------------------------------------------------------------------- | ----------------------------------------------------------------------------- | ----------------------------------------------------------------------------- | ----------------------------------------------------------------------------- | ----------------------------------------------------------------------------- | ----------------------------------------------------------------------------- | ----------------------------------------------------------------------------- | ----------------------------------------------------------------------------- |
| 20-6-2004                                                                     | Brazzaville                                                                   | Rep. del Congo                                                                | 3 – 0                                                                         | Liberia                                                                       | Qual. Mondiali 2006                                                           | 1                                                                             |                                                                               |
| 4-7-2004                                                                      | Brazzaville                                                                   | Rep. del Congo                                                                | 1 – 0                                                                         | Mali                                                                          | Qual. Mondiali 2006                                                           | 1                                                                             |                                                                               |
| 10-10-2004                                                                    | Brazzaville                                                                   | Rep. del Congo                                                                | 2 – 3                                                                         | Zambia                                                                        | Qual. Mondiali 2006                                                           | 1                                                                             |                                                                               |
| 8-10-2005                                                                     | Brazzaville                                                                   | Rep. del Congo                                                                | 2 – 3                                                                         | Togo                                                                          | Qual. Mondiali 2006                                                           | 1                                                                             | 86’                                                                           |
| Totale                                                                        |                                                                               | Presenze                                                                      | 20                                                                            |                                                                               | Reti                                                                          | 4                                                                             |                                                                               |